# Le amicizie particolari
Le amicizie particolari (Les Amitiés particulières) è un film del 1964 diretto da Jean Delannoy.
Il soggetto è tratto dal romanzo omonimo di Roger Peyrefitte.

## Trama
Georges, appena compiuti 17 anni, viene mandato a studiare come convittore in un collegio cattolico guidato con pugno di ferro dai religiosi, i quali vietano ai ragazzi di fumare e d'intrecciare "amicizie particolari" coltivate in segreto. Appena giunto si rende conto con suo sommo stupore dell'esistenza di rapporti omosessuali tra alcuni dei suoi coetanei, e ben presto lui stesso incontrerà Alexandre, un bambino di 13 anni e mezzo di cui si innamora.
Nonostante conservino la massima discrezione possibile, il rapporto fatto di complicità e sentimento venuto a sorgere viene scoperto da padre de Trennes, uno dei professori di Georges; ma quest'ultimo riesce a farlo allontanare mettendo al corrente il padre superiore, attraverso una lettera anonima, che la notte il sacerdote invita i ragazzi a bere e fumare nella propria stanza adiacente al dormitorio.
Affascinato dal compagno minore così gentile e diretto, Georges gli permette di dargli del "tu": i due ragazzi iniziano così ad intrattenere un rapporto che via via si fa sempre più stretto, si fanno l'occhiolino durante il servizio in chiesa, si scrivono e spediscono poesie romantiche come due innamorati, si dànno infine appuntamenti segreti in luoghi tranquilli e fuori dagli sguardi inquisitori dei religiosi durante le ore di ricreazione o dedicate al riposo. Giungeranno a farsi una solenne promessa basata su un patto di sangue, di mantenere costi quel che costi la loro amicizia.
Tuttavia all'inizio del 3º trimestre padre Lauzon, il confessore di Georges, sorprende i due nella serra dove erano soliti rifugiarsi per poter trascorrere da soli un po' di tempo assieme. Il religioso allora costringe Georges a farsi consegnare tutte le lettere d'amore ricevute dal piccolo compagno. Tuttavia, non riesce a ottenere lo stesso risultato da Alexandre; il ragazzino difatti si dimostra molto più deciso e cocciuto di quanto potesse apparentemente sembrare: rifiuta di sottomettersi a quello che lui considera un ricatto bello e buono ("se non consegni le lettere sarai sicuramente espulso!").
Tornando a casa dalla sua famiglia, mentre si trova in treno, Alexandre apre il finestrino, si affaccia e, nella convinzione d'esser stato tradito anche dall'amico più grande che lui ha, fin dal primo momento, così tanto amato, getta nel vuoto tra le lacrime le sue lettere. Infine si lancia lui stesso dal treno in corsa.
Georges non si dà pace, non ha fatto in tempo ad informare l'amico che aveva agito sotto costrizione, ma che lui in realtà mai l'avrebbe sul serio abbandonato, perché davvero loro sono amici speciali destinati dal cielo a stare insieme per sempre. Prima del funerale, padre Lauzon si reca al domicilio di Georges, per negargli categoricamente che la fine prematura del ragazzino possa in qualche modo aver qualche cosa a che fare con la fine forzata della loro relazione, rifiutando in tal modo d'assumersi una responsabilità morale per quanto accaduto.

## Produzione
François Mauriac, scandalizzato dal soggetto della pellicola, scrisse un articolo fortemente negativo su Le Figaro, a cui seguì una replica e forte presa di posizione da parte dello stesso Roger Peyrefitte il quale, in tal occasione, rivelò e rese pubblica l'omosessualità repressa dello scrittore cattolico.
Uno dei ragazzi che appare nel film, Alain Philippe Malagnac, divenne in seguito figlio adottivo dello stesso Peyrefitte, che aveva conosciuto durante le riprese: i due intrattennero una relazione lunga e tempestosa e il giovane sarebbe stato protagonista di molte delle opere successive dello scrittore. Apertamente gay, ha sposato in seguito l'intrattenitrice francese Amanda Lear; morì nel 2000 all'età di 49 anni in un incendio della villa di lei, pochi giorni dopo la scomparsa di Peyrefitte.
Il film ricalca abbastanza fedelmente il libro da cui è tratto, apportando solo delle modifiche minori come le modalità del suicidio di Alexandre, che nella pellicola si getta da un treno in corsa, o il suo colore di capelli che nel romanzo risulta essere biondo. Inizialmente fu vietato ai minori di 18 anni a seguito delle pressioni del Comitato cattolico di censura; il divieto venne in seguito revocato
Le prime parole che si leggono sullo schermo sono: "Questo film si svolge in quello ch'è già ormai un tempo lontano. La storia che racconta non è più del tutto realistica al giorno d'oggi. La disciplina non è più così grave nei collegi, e i metodi educativi si sono in parte modificati. Ma quello che non cambierà mai, che è eterno, sono le emozioni che sentiamo sorgere forti alle soglie dell'adolescenza"
Il film fu prodotto dalla società di Christine Gouze-Rénal, cognata del futuro presidente della Repubblica François Mitterrand.